# Zimní olympijské hry 2010
Zimní olympijské hry 2010, oficiálně XXI. zimní olympijské hry (francouzsky: Les XXIes Jeux olympiques d'hiver), se konaly v únoru 2010 v kanadském Vancouveru. Po Montrealu a Calgary se Vancouver stal třetím kanadským olympijským městem. Zimní olympijské hry se tímto vrátily do Kanady po dvaceti dvou letech od olympiády v Calgary a do Severní Ameriky po osmi letech od her v Salt Lake City. Kromě Vancouveru se jednotlivá sportoviště a ubytovací prostory nacházela i v areálu Univerzity Britské Kolumbie, dále v údolí Callaghan Valley, ve městech West Vancouver a Richmond a ve středisku zimních sportů Whistler-Blackcomb ve městě Whistler.
Podle olympijské tradice přijal vancouverský starost Sam Sullivan olympijskou vlajku na závěrečném slavnostním zakončení XX. zimních olympijských her v Turíně. Vlajka byla vztyčena v úterý 28. února 2006 před budovou vancouverské radnice, kde vlála až do slavnostního zahájení XXI. zimních olympijských her.
Den před začátkem her došlo k tragické nehodě gruzínského sáňkaře Nodara Kumaritašviliho, který při tréninku po jezdecké chybě vyletěl ze sáňkařské dráhy a narazil v rychlosti 140 km/h do nechráněného ocelového nosníku u trati.

## Pořadatelství
Vancouver se dostal na konečný seznam kandidátů na pořadatelství zimních olympijských her spolu s městy Pchjongčchang (Jižní Korea) a Salcburk (Rakousko). Vítězství Vancouveru bylo oznámeno na 115. zasedání Mezinárodního olympijského výboru (MOV), které se uskutečnilo v červenci 2003 v Praze. Oznámil jej prezident Mezinárodního olympijského výboru Jacques Rogge v podvečer 2. července 2003. Začátkem dubna 2004 byl ustaven Organizační výbor zimních olympijských her ve Vancouveru 2010 (VANOC).
| Město         | Stát        | První kolo | Druhé kolo |
| ------------- | ----------- | ---------- | ---------- |
| Vancouver     | Kanada      | 40         | 56         |
| Pchjongčchang | Jižní Korea | 51         | 53         |
| Salcburk      | Rakousko    | 16         | —          |

## Rozpočet
V roce 2004 byla výška předběžného rozpočtu na uskutečnění zimních olympijských her ve Vancouveru odhadována na 1,4 miliardy kanadských dolarů (CAD). V roce 2006 předseda správní rady VANOC John Furlong odhadl výšku rozpočtu na 1,7 miliardy CAD s navýšením z mimovládních zdrojů, především ze sponzorských darů a vysílacích práv. Z této sumy mělo být použito 580 miliónů na výstavbu a rekonstrukci sportovišť ve Vancouveru a Whistleru a 200 miliónů na zajištění bezpečnosti během her. Dohlížela na ně Královská kanadská jízdní policie (RCMP).

## Sporty
Na XXI. zimních olympijských hrách se soutěžilo v celkem 15 sportech:
- Alpské lyžování (10)
- Biatlon (10)
- Boby (3)
- Běh na lyžích (12)
- Curling (2)
- Krasobruslení (4)
- Akrobatické lyžování (6)
- Lední hokej (2)
- Saně (3)
- Severská kombinace (3)
- Short track (8)
- Skeleton (2)
- Skoky na lyžích (3)
- Snowboarding (6)
- Rychlobruslení (12)

## Kalendář soutěží
| ÚC | Úvodní ceremoniál | ● | Soutěžní den disciplíny | 1 | Finále disciplíny | Ex | exhibice | ZC | Závěrečný ceremoniál |

| Únor                 | 12. Pá | 13. So | 14. Ne | 15. Po | 16. Út | 17. St | 18. Čt | 19. Pá | 20. So | 21. Ne | 22. Po | 23. Út | 24. St | 25. Čt | 26. Pá | 27. So | 28. Ne | Finále |
| -------------------- | ------ | ------ | ------ | ------ | ------ | ------ | ------ | ------ | ------ | ------ | ------ | ------ | ------ | ------ | ------ | ------ | ------ | ------ |
| Ceremoniály          | ÚC     |        |        |        |        |        |        |        |        |        |        |        |        |        |        |        | ZC     |        |
| Akrobatické lyžování |        | 1      | 1      |        |        |        |        |        | ●      | 1      | ●      | 1      | 1      | 1      |        |        |        | 6      |
| Alpské lyžování      |        |        |        | 1      |        | 1      | 1      | 1      | 1      | 1      |        | 1      | ●      | 1      | 1      | 1      |        | 10     |
| Běh na lyžích        |        |        |        | 2      |        | 2      |        | 1      | 1      |        | 2      |        | 1      | 1      |        | 1      | 1      | 12     |
| Biatlon              |        | 1      | 1      |        | 2      |        | 2      |        |        | 2      |        | 1      |        |        | 1      |        |        | 10     |
| Boby                 |        |        |        |        |        |        |        |        | ●      | 1      |        | ●      | 1      |        | ●      | 1      |        | 3      |
| Curling              |        |        |        |        | ●      | ●      | ●      | ●      | ●      | ●      | ●      | ●      | ●      | ●      | 1      | 1      |        | 2      |
| Krasobruslení        |        |        | ●      | 1      | ●      |        | 1      | ●      |        | ●      | 1      | ●      |        | 1      |        | Ex     |        | 4      |
| Lední hokej          |        | ●      | ●      | ●      | ●      | ●      | ●      | ●      | ●      | ●      | ●      | ●      | ●      | 1      | ●      | ●      | 1      | 2      |
| Rychlobruslení       |        | 1      | 1      | 1      | 1      | 1      | 1      |        | 1      | 1      |        | 1      | 1      |        | ●      | 2      |        | 12     |
| Saně                 |        | ●      | 1      | ●      | 1      | 1      |        |        |        |        |        |        |        |        |        |        |        | 3      |
| Severská kombinace   |        |        | 1      |        |        |        |        |        |        |        |        | 1      |        | 1      |        |        |        | 3      |
| Short track          |        | 1      |        |        |        | 1      |        |        | 2      |        |        |        | 1      |        | 3      |        |        | 8      |
| Skeleton             |        |        |        |        |        |        | ●      | 2      |        |        |        |        |        |        |        |        |        | 2      |
| Skoky na lyžích      | ●      | 1      |        |        |        |        |        | ●      | 1      |        | 1      |        |        |        |        |        |        | 3      |
| Snowboarding         |        |        |        | 1      | 1      | 1      | 1      |        |        |        |        |        |        |        | 1      | 1      |        | 6      |
| Celkem disciplín     |        | 5      | 5      | 6      | 5      | 7      | 6      | 4      | 6      | 6      | 4      | 5      | 5      | 6      | 7      | 7      | 2      | 86     |
| Kumulativní součet   |        | 5      | 10     | 16     | 21     | 28     | 34     | 38     | 44     | 50     | 54     | 59     | 64     | 70     | 77     | 84     | 86     |        |
| Únor                 | 12. Pá | 13. So | 14. Ne | 15. Po | 16. Út | 17. St | 18. Čt | 19. Pá | 20. So | 21. Ne | 22. Po | 23. Út | 24. St | 25. Čt | 26. Pá | 27. So | 28. Ne | Finále |

## Sportoviště

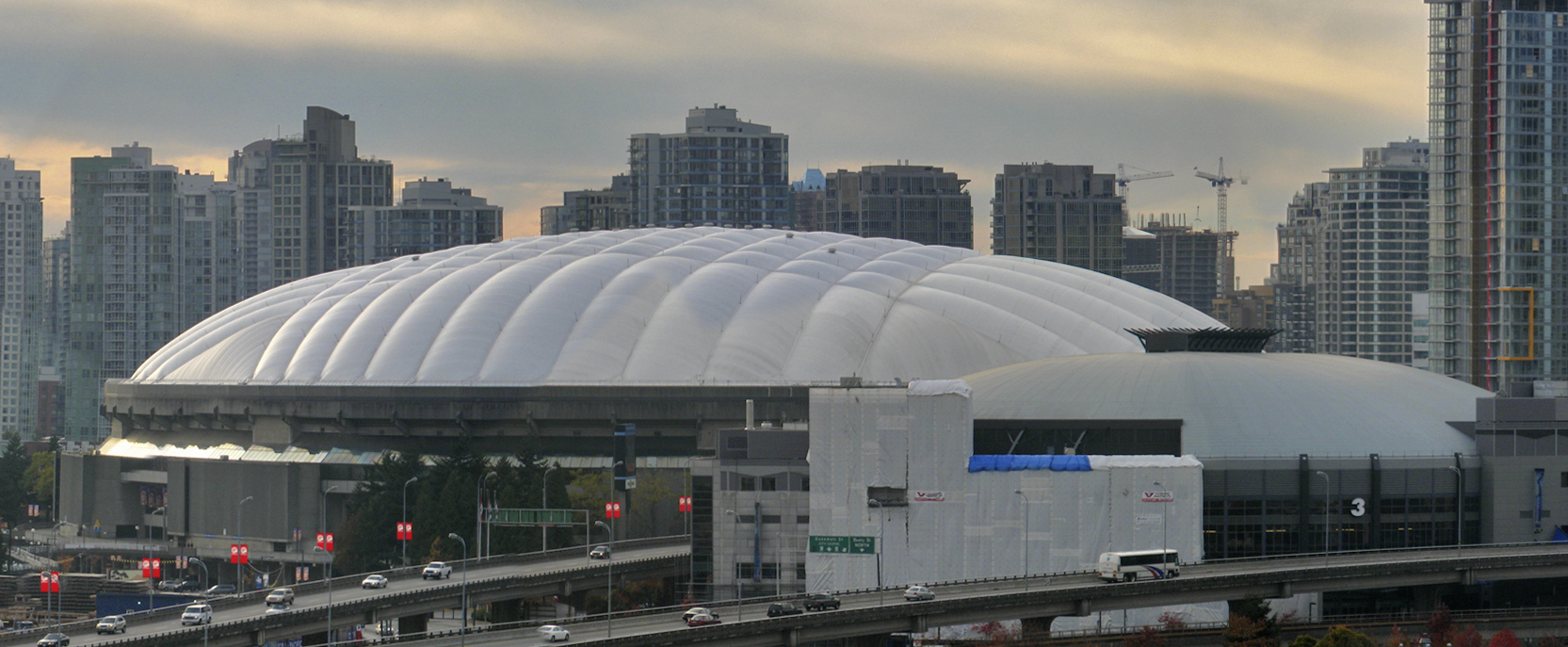
Stadion BC Place

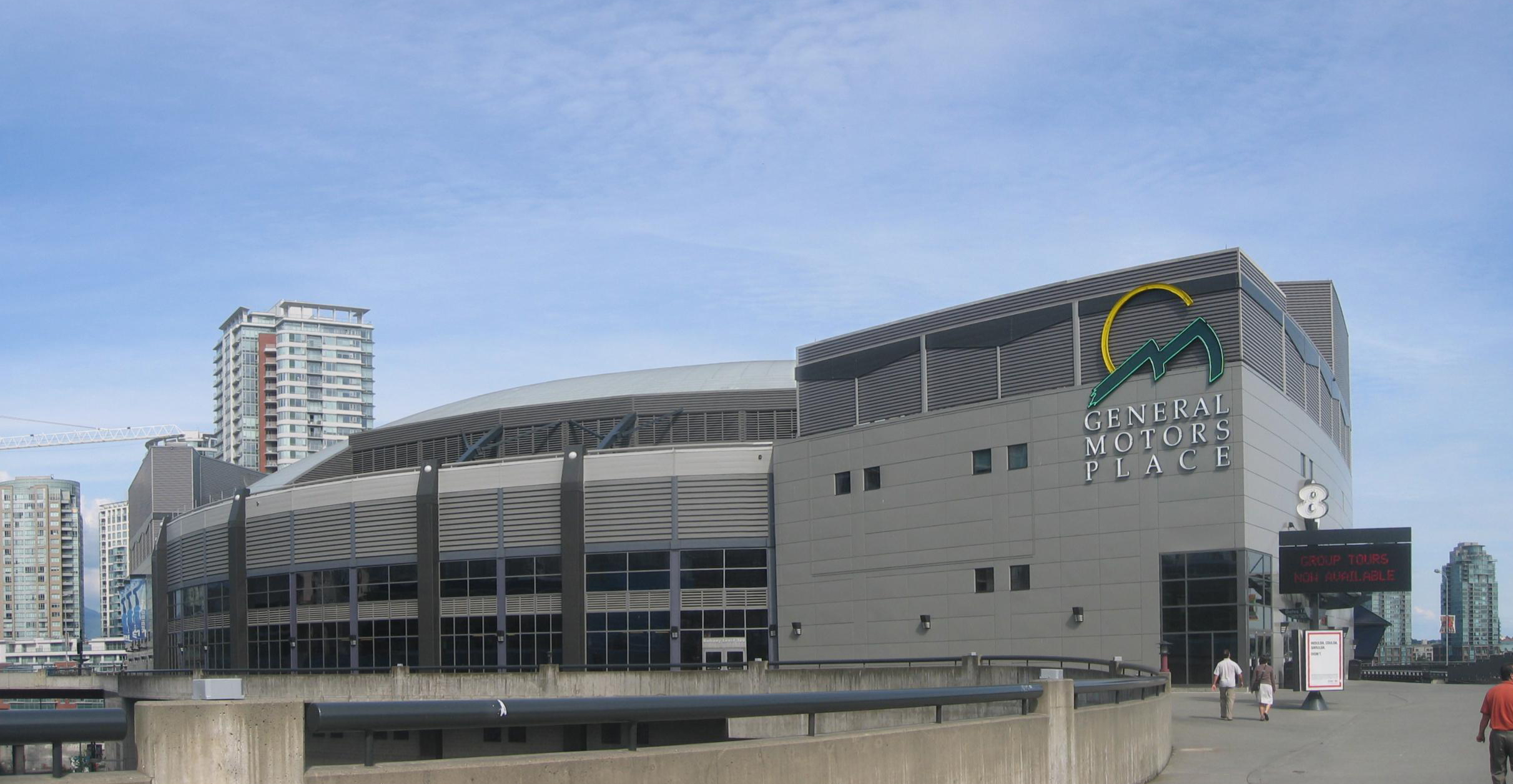
Hokejový stadion GM Place

### Vancouver
- BC Place – zahajovací a závěrečný ceremoniál, noční udělování medailí
- Olympijská vesnice ve Vancouveru
- Vancouver Convention & Exhibition Centre – centrála pro média
- GM Place – lední hokej (hlavní kluziště)
- Pacific Coliseum – krasobruslení, short track
- Hillcrest Park – curling

### Univerzita Britské Kolumbie
- UBC Winter Sports Centre – lední hokej (druhé kluziště)

### Richmond
- Richmond Olympic Oval – rychlobruslení

### West Vancouver
- Cypress Mountain – akrobatické lyžování, snowboarding, běh na lyžích

### Whistler
- Olympijská vesnice ve Whistleru
- Whistler-Blackcomb – alpské lyžování
- Callaghan Valley – biatlon, běh na lyžích, skoky na lyžích
- Whistler Sliding Centre – boby, Saně, skeleton
- Whistler Nordic – severská kombinace

## Zajímavosti

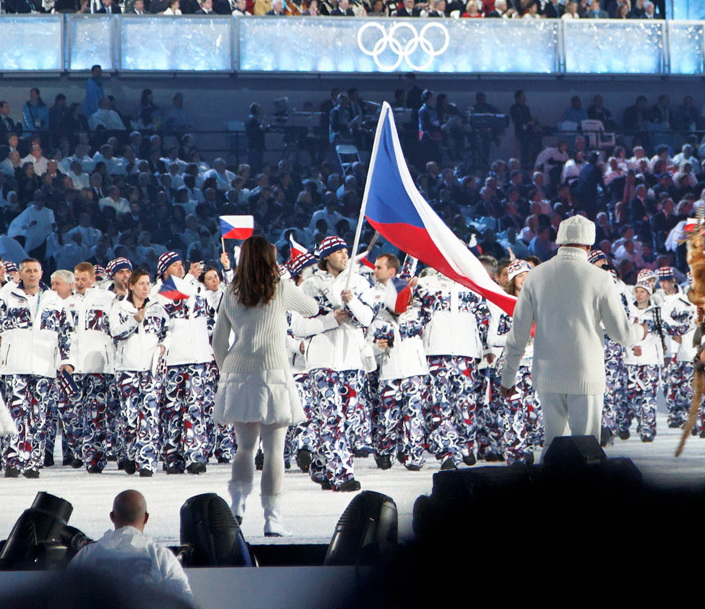
Českou vlajku při slavnostním zahájení nesl hokejista Jaromír Jágr

- Hokejové zápasy se odehrávaly na hřišti, které mělo standardní rozměry pro hřiště NHL (61 × 26 metrů), namísto rozměrů pro mezinárodní kluziště (61 × 30 metrů). Zápasy proběhly na hokejovém stadionu GM Place, na kterém hrají svoje zápasy v NHL Vancouver Canucks. Tato změna ušetřila přibližně 10 milionů CAD na stavebních úpravách a umožní dalším 35 000 divákům zhlédnout hokejové zápasy o olympijskou medaili.
- Olympijská pochodeň byla zapálena poprvé v historii pod střechou a poprvé v historii ji zapálilo více lidí najednou.[3]
- Zlaté medaile byly nejtěžší v historii, každá vážila 500-576 gramů a poprvé měly nepravidelný tvar, ani jedna z 1014 medailí nebyla dokonale kulatá, a nebyly mezi nimi 2 tvarově naprosto identické.[3]
- Haralds Silovs z Lotyšska se stal prvním sportovcem v olympijské historii, který se zúčastnil závodů v klasickém rychlobruslení i v short tracku, a první který soutěžil ve dvou rozdílných sportovních odvětvích v tentýž den. Závodil na 5000 metrů na dráze v Richmondu, a potom se rychle přemístil přes celé město do haly Pacific Coliseum, kde startoval na trati 1500 metrů v Short tracku[4].

## Počet medailí podle údajů mezinárodního olympijského výboru
| Pořadí | Země                         | Zlato | Stříbro | Bronz | Celkem |
| 1      | Kanada (CAN)                 | 14    | 7       | 5     | 26     |
| 2      | Německo (GER)                | 10    | 13      | 7     | 30     |
| 3      | Spojené státy americké (USA) | 9     | 15      | 13    | 37     |
| 4      | Norsko (NOR)                 | 9     | 8       | 6     | 23     |
| 5      | Jižní Korea (KOR)            | 6     | 6       | 2     | 14     |
| 6      | Švýcarsko (SUI)              | 6     | 0       | 3     | 9      |
| 7      | Čína (CHN)                   | 5     | 2       | 4     | 11     |
| 7      | Švédsko (SWE)                | 5     | 2       | 4     | 11     |
| 9      | Rakousko (AUT)               | 4     | 6       | 6     | 16     |
| 10     | Nizozemsko (NED)             | 4     | 1       | 3     | 8      |
| 11     | Rusko (RUS)                  | 3     | 5       | 7     | 15     |
| 12     | Francie (FRA)                | 2     | 3       | 6     | 11     |
| 13     | Austrálie (AUS)              | 2     | 1       | 0     | 3      |
| 14     | Česko (CZE)                  | 2     | 0       | 4     | 6      |
| 15     | Polsko (POL)                 | 1     | 3       | 2     | 6      |
| 16     | Itálie (ITA)                 | 1     | 1       | 3     | 5      |
| 17     | Bělorusko (BLR)              | 1     | 1       | 1     | 3      |
| 17     | Slovensko (SVK)              | 1     | 1       | 1     | 3      |
| 19     | Velká Británie (GBR)         | 1     | 0       | 0     | 1      |
| 20     | Japonsko (JPN)               | 0     | 3       | 2     | 5      |
| 21     | Chorvatsko (CRO)             | 0     | 2       | 1     | 3      |
| 21     | Slovinsko (SLO)              | 0     | 2       | 1     | 3      |
| 23     | Lotyšsko (LAT)               | 0     | 2       | 0     | 2      |
| 24     | Finsko (FIN)                 | 0     | 1       | 4     | 5      |
| 25     | Estonsko (EST)               | 0     | 1       | 0     | 1      |
| 25     | Kazachstán (KAZ)             | 0     | 1       | 0     | 1      |
| Total  | Total                        | 86    | 87      | 85    | 258    |